# Verquin
Verquin é uma comuna francesa na região administrativa de Altos da França, no departamento de Pas-de-Calais. Estende-se por uma área de 3,7 km². Em 2010 a comuna tinha 3 510 habitantes (densidade: 948,6 hab./km²).